# Sher Singh
Sher Singh, född 1807, död 1843, var monark av det Sikhiska riket från 1841 till 1843.
Han var son till Ranjit Singh. Han efterträdde sin svägerska Chand Kaur och efterträddes av sin brorson Duleep Singh under svägerskan Jind Kaurs förmynderskap.